# マリー・ヘンレゲス
マリー・ヘンレゲス（Marie Henriques 、1866年6月26日 - 1944年1月12日）はデンマークの画家である。風景画、人物画、肖像画を描いた。はじめ写実主義の画家であったが後に印象派の影響も受けた。水彩による古代の建築、彫刻の絵画も残した。1916年にデンマークの女性美術協会（Kvindelige Kunstneres Samfund）の創立メンバーの一人となった。

## 略歴
コペンハーゲンにセファルディム（スペイン系ユダヤ人）の裕福な家系に生まれた。祖父のRuben Henriquesは有力な銀行家で、母親も富裕なユダヤ人商人の娘である。兄の Robert Henriquesは演奏家、音楽評論家として知られるようになる。
デンマークで絵の個人教授を受けた後、パリで6ヶ月間、ベルギー出身の人物画家、アルフレッド・ステヴァンスやノルウェー出身のクリスチャン・クローグ、フランスの画家オトン・フリエスに学んだ。コペンハーゲンに帰国すると、その頃、デンマーク王立美術院は女性のための美術学校を創設したので、その学校でヴィゴ・ヨハンスンに学び、1893年に卒業した。
子供時代からしばしば外国旅行に伴われ、その後もイタリア、スペイン、北アフリカ、イギリス、オランダ、ベルギー、スウェーデン、エジプトなどを旅した。特にギリシャには1910年から1913年まで滞在した。外国や国内で旅先の風景を描いた。写実的な画風はパリ時代に印象派の影響をうけたスタイルに変わった。画家たちが集まったデンマーク最北端の町スケーエン(Skagen)を訪れた後は、アンナ・アンカーの作品の影響も受けた。
古代建築、遺物の多色版画も製作し、これはコペンハーゲン大学考古学部に購入された。
1916年にアンナ・アンカーらと女性美術協会（Kvindelige Kunstneres Samfund）の創立メンバーの一人となり、1935年まで理事を務めた。1930年代に王立美術アカデミーの委員となり、1934年に文化に貢献したデンマーク女性に贈られる、奨学金（Tagea Brandt Rejselegat）を受賞した。
第二世界大戦が始まり、デンマークがドイツに占領されると、1943年10月に逃亡し、ヘルスィングーア（Helsingør）のサナトリウムに隠れた。1944年1月にその地で没した。

## 作品

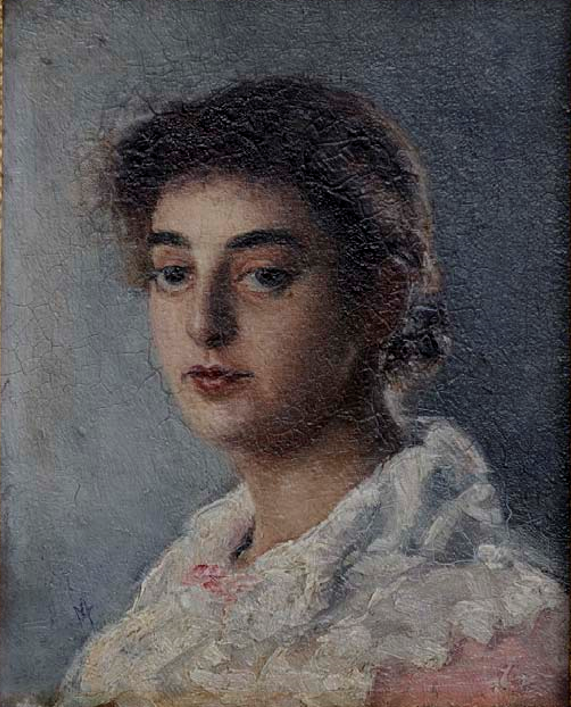
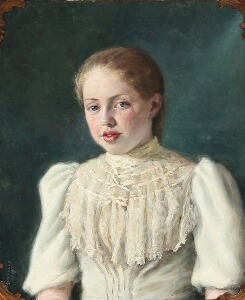
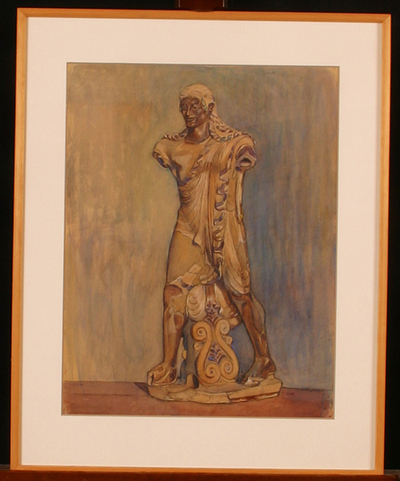
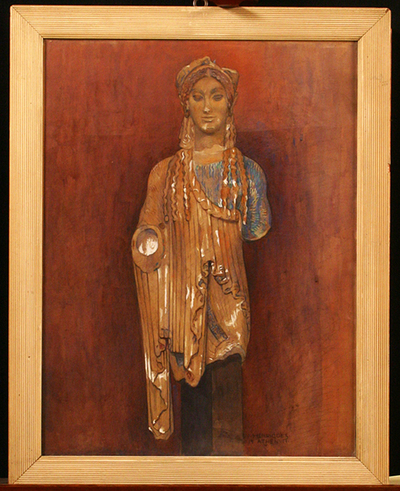
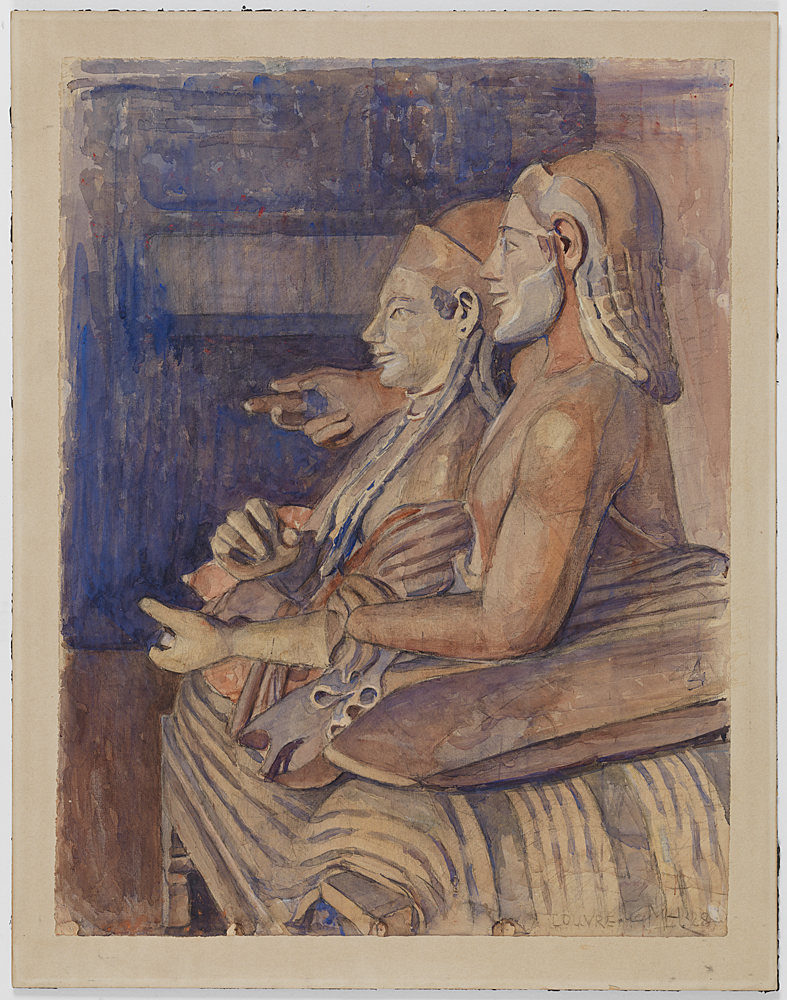